# Диктирање
Диктирање је поступак којим једна особа записује оно што друга особа говори. 
Диктирање потиче од давнина и у почетку особа која је диктирала је најчешће била неписмена те је особа којој је диктирано као писар имала доста висок статус и углед на неком двору или другом месту где се нешто записивало.
Такав је био на пример однос између Милоша Обреновића који је био неписмен и Вука Караџића.
Поступак диктирања се касније пренео и на радна места где руководиоци који немају исувише времена диктирају својим сарадницима, секретарицама неки текст који они после прекуцају, одштампају, пошаљу нпр поштом и сл.
Брзина диктирања је зависила од способности особе која записује да брзо пише.
Техника диктирања се значајно убрзала појавом стенографије. Стенографи су били нарочито присутни на местима као што су Народна скупштина, Судови, редакције новина и слично где се записивала свака изговорена реч.
Данас их потискују електронски уређаји који снимају глас (нпр. магнетофони) или још напреднији - рачунари који препознају људски глас и одмах га претварају у текст и евидентирају у меморији / тврди диску рачунара.
Временом се однос између онога који говори и онога који записује погоршавао на штету оног који записује.
Под темином диктирати или диктат подразумева се и натерати некога да прихвати услове који му се не допадају, не одговарају или су чак понижавајући. 
Тако обично после рата победници пораженима диктирају услове мира.